# Teddy Sheringham
Edward Paul "Teddy" Sheringham (Highams Park, Anglaterra, 2 d'abril del 1966) és un futbolista anglès retirat que ocupava la posició de davanter. Va ser internacional absolut per la selecció de futbol d'Anglaterra en 51 ocasions.

## Trajectòria
| Club                 | País       | Any       |
| -------------------- | ---------- | --------- |
| Millwall FC          | Anglaterra | 1983-1991 |
| Aldershot FC         | Anglaterra | 1991      |
| Djurgårdens IF       | Suècia     | 1991      |
| Nottingham Forest    | Anglaterra | 1991-1992 |
| Tottenham Hotspur FC | Anglaterra | 1992-1997 |
| Manchester United FC | Anglaterra | 1997-2001 |
| Tottenham Hotspur FC | Anglaterra | 2001-2003 |
| Portsmouth FC        | Anglaterra | 2003-2004 |
| West Ham United FC   | Anglaterra | 2004-2007 |
| Colchester United FC | Anglaterra | 2007-2008 |

## Palmarès
- 1 Copa d'Europa de futbol: 1999 (Manchester United)
- 1 Copa intercontinental de futbol: 1999 (Manchester United)
- 3 Premier League: 1998-99, 1999-00, 2000-01 (Manchester United)
- 1 FA Cup: 1998-00 (Manchester United)
- 1 Community Shield: 1997 (Manchester United)